# 리처드 1세
리처드 1세(영어: Richard I, 1157년 9월 8일 ~ 1199년 4월 6일)는 플랜태저넷 왕가 출신으로는 잉글랜드 왕국의 두 번째 국왕이다(재위 1189년 9월 8일 - 1199년 4월 6일).
잉글랜드의 헨리 2세와 아키텐의 엘레오노르 사이에서 태어난 세 번째 아들이다. 생애의 대부분을 전쟁터에서 보냈으며, 그 용맹함으로 인해 사자심왕(프랑스어: Cœur de Lion, the Lionheart)이라는 별명을 얻었으며, 이후 중세 기사 이야기의 전형적인 영웅으로 동경의 대상이 되었다.
그러나 재위 시 본국인 잉글랜드에 체재했던 기간이 불과 6개월이었으므로 그의 통치력에 대해서는 뚜렷이 알려진 바가 없다. 치세의 대부분을 외국에서 보내고 통치자로서 무능하였으나, 용감·관용 등을 겸비한 중세의 전형적 기사였다.

## 생애

### 즉위 이전
잉글랜드의 헨리 2세와 아키텐의 엘레오노르 사이에서 둘째 아들로 태어났으며 11살 때 모후로부터 아키텐 영지를 물려받았으며 1172년에는 푸아티에 공작이 되었다.
당시 부왕 헨리 2세에게는 리처드를 포함해 모두 네 명의 아들이 있었는데, 막내아들 존에 대한 편애가 지나친데다 프랑스 국왕과 왕비 엘레오노르의 선동으로 인해 부자 및 형제 사이에 불화가 끊이지 않았다.
1183년에 리처드의 가혹한 통치방식에 불만을 품은 가스코뉴 주민들이 폭동을 일으키자 형인 젊은 헨리와 동생인 제프리가 이에 가세하여를 몰아내려고 했다.
6월 11일 맏형 젊은 헨리가 갑자기 죽어버리자 반란군은 와해되어 버렸고, 리처드는 반란을 진압했을 뿐만 아니라 명실 공히 다음 보위를 물려받을 후계자가 되었다.
그럼에도 불구, 아버지 헨리 2세가 왕위를 계승하는 조건으로 아키텐을 존에게 양도하라고 명령하자 이에 반항, 거절하였다. 그는 자신이 태어나 자라왔던 고향을 내줄 생각이 조금도 없었다.
일단은 아버지와 화해를 했지만 지배권을 둘러싼 불만은 계속 남아있었기 때문에, 1188년에 헨리 2세와 프랑스의 필리프 2세가 한창 싸우던 중에 리처드는 아버지를 배반하고 필리프와 합세하였다. 1189년에 힘이 다한 부왕이 시농에서 병사하면서, 리처드는 새로운 왕으로 등극하였다.
리처드는 9월 30일 재위하자마자 십자군 원정에 참가하기로 결정하였다. 왕실 금고나 세금, 병역 부담금만으로는 원정 비용을 충당할 수 없었기 때문에 성, 영지, 관직 등을 매매해 십자군 원정을 위한 자금을 모았다. 그렇게 자금이 모이자, 그는 병력을 모아 함선을 타고 잉글랜드에서 팔레스타인으로 원정을 떠났다.

### 3차 십자군과 살라딘
제3차 십자군은 베로니카, 신성 로마 제국의 프리드리히 1세도 십자군 원정에 참가하였지만, 프리드리히 1세는 한발 앞서 출발했다가 킬리키아에서 익사하고 만다. 필리프 2세와는 중간까지 동행하였다가 시칠리아섬에서 합류하였다.
그렇지만 그는 필리프 2세의 여동생 아델과의 약혼을 일방적으로 취소하고, 나바라의 안초 6세의 딸 나바라의 베렝가리아와 약혼식을 올렸으나, 서로 반목하여 이후 개별 행동을 취하게 된다.
시칠리아에서는 새로이 왕으로 등극한 탕크레디가 리처드의 누이이자 전왕 구기에르무 2세의 미망인인 조안나의 유산 상속권을 인정하지 않은데다가 그녀를 감금해버리자, 10월 4일 메시나를 기습 점령하여 탄크레드를 굴복시켰다.
그리고 시칠리아 왕과 메시나 조약을 맺어 탄크레드는 조안나에게 그녀 몫의 유산과 자유를 되찾아주고, 리처드는 탄크레드를 시칠리아의 국왕으로 인정하였다. 또한 리처드의 후계자를 조카인 브르타뉴 공작 아서로 명기하여 탄크레드의 딸과 결혼시키도록 했다.
키프로스에서 약혼녀인 베렝가리아와 합류할 예정이었지만, 비잔티움 제국의 키프로스 태수가 그녀를 사로잡았기 때문에 리처드는 비잔티움 제국군과 전투를 벌여 키프로스를 점령한 다음, 1191년 5월 12일 베렝가리아와 결혼식을 올렸다. 그러나 두 사람 사이에 아이는 태어나지 않았다.
6월 8일, 리처드는 필리프 2세와 오스트리아 공작 레오폴트 5세와 연합하여 아크레를 공략하였지만, 레오폴트 5세의 깃발을 찢어 그를 모욕했기 때문에 레오폴트 5세는 이러한 처사에 화를 내며 본국으로 돌아가 버렸다.
또 차기 예루살렘 국왕을 물색하던 리처드는 옛 신하이기도 한 기 드 뤼지냥를 내세웠지만, 필리프 2세는 티레 방어전에 큰 공을 세웠던 코라도 델 몬페라토 변경백를 내세워 역시 대립하게 된다.
결국 코라도는 예루살렘의 왕으로 선출되었지만 즉위 직전에 암살되어 리처드와 필리프 두 사람 모두의 조카에 해당되는 샹파뉴 백작 앙리 2세가 예루살렘 공주 이사벨과 혼례를 올려 왕으로 즉위하였으며, 리처드는 왕위 경쟁에서 밀려난 뤼지냥의 기에게 키프로스를 주어 위로했다.
필리프 2세는 이것으로 자신의 의무를 다했다고 생각하여 병이 났다는 핑계로 프랑스로 돌아가 버렸다. 이 때문에 결국 단독으로 아이유브 왕조의 영웅 살라딘과 1년간 싸웠지만, 끝내 예루살렘을 정복하지 못하고 1192년 9월 십자군의 아크레 소유권을 인정한다는 것과 비무장한 그리스도인 순례자의 예루살렘 방문을 허락한다는 조건하에 3년간의 휴전 조약을 맺었다.

### 독일에서의 체포 및 석방
한편, 미리 귀환해 있던 필리프 2세는 신성로마제국의 하인리히 6세와 결탁하여, 리처드의 동생 존의 왕위 찬탈을 지원하였다. 리처드는 그 음모를 듣고 귀로를 서둘렀지만, 도중에 폭풍을 만나 배가 난파당하여 베네치아 부근 해변에 상륙하였다.
리처드는 변장을 한 채 신분을 위장하여 육로를 통해 잉글랜드로 향했지만, 1192년 12월 빈에서 오스트리아 공작에게 사로잡혀 뒤른슈타인 성에 유폐 당하는 신세가 되었다. 이때 왕제 존은 리처드가 죽었다고 공표하고 왕위에 오르려고 했지만, 영주들의 지지를 얻지 못하여 단념하였다.
1193년에 리처드의 신병은 레오폴트 5세에게서 하인리히 6세에게로 양도되었다. 하인리히로부터 필리프에게 넘겨버리겠다는 협박에 굴복하여 그가 제시한 터무니 없는 조건을 모두 받아들여 15만 마르크라는 막대한 몸값을 지불함과 동시에 나라 전체를 신성 로마 제국에 양도했다가 봉토로서 되돌려 받았다.
존과 필리프는 리처드의 석방을 많이 늦추기 위해 하인리히와 교섭을 했지만, 리처드와 하인리히 간에 교섭이 성립됨으로써 리처드는 1194년 2월에 풀려났다. 이때, 필리프 2세는 존에게 서신을 보내 조심하라고 일러주었다고 한다.
리처드는 석방된 후 잉글랜드로 돌아와 존을 굴복시켜 왕권을 회복하였다. 그러나 채 1개월도 지나지 않아 그는 다시 캔터베리 대주교 휴버트 월터에게 대리청정을 맡긴 다음 필리프 2세와의 전쟁을 위해 프랑스로 떠났다. 이 시기에 그는 노르망디 방위를 위해 중동의 선진 요새 구축 기술을 도입한 것으로 유명한 사나이 마 시로를 쌓았다.

### 죽음
1199년 리모주 자작령 샬뤼 성을 공격하던 중 석궁에 맞아 전사했다. 그때 그의 나이는 42살이었다.
그의 시신은 퐁트브로 대수도원에 매장되었다.

## 미디어
- 《아이반호》에서는 리처드가 동생 존의 폭압적인 정치에서 나라를 구하고 의적 로빈훗과 의형제를 맺는 것으로 묘사되었다. 그러나 당시 잉글랜드에 산적이 늘어난 것은 리처드가 부과한 과중한 세금 때문이었다.

## 같이 보기
- 제3차 십자군
- 사자
- 로빈후드